# Gálya (település)
Gálya (szerbül Гај / Gaj, németül Galja) vajdasági falu a Dél-bánsági körzet kevevárai községében.

## Fekvése
Kevevárától 9 km-re északkeletre, a Duna közelében, Deliblát déli szomszédságában fekvő település.

## Története
Gályáról az első adatok a török hódoltság végéről ismertek, ekkor már a lakott helységek közé tartozott.
Az 1717-es kamarai jegyzékben a verseczi kerületben, Gaisch néven, 20 házzal említették, gróf Mercy térképén pedig Gay alakban, de már a pancsovai kerületben volt feltüntetve. Később azonban a Duna kiöntései következtében elpusztult, az 1761-es hivatalos térképen már nem volt feltüntetve.

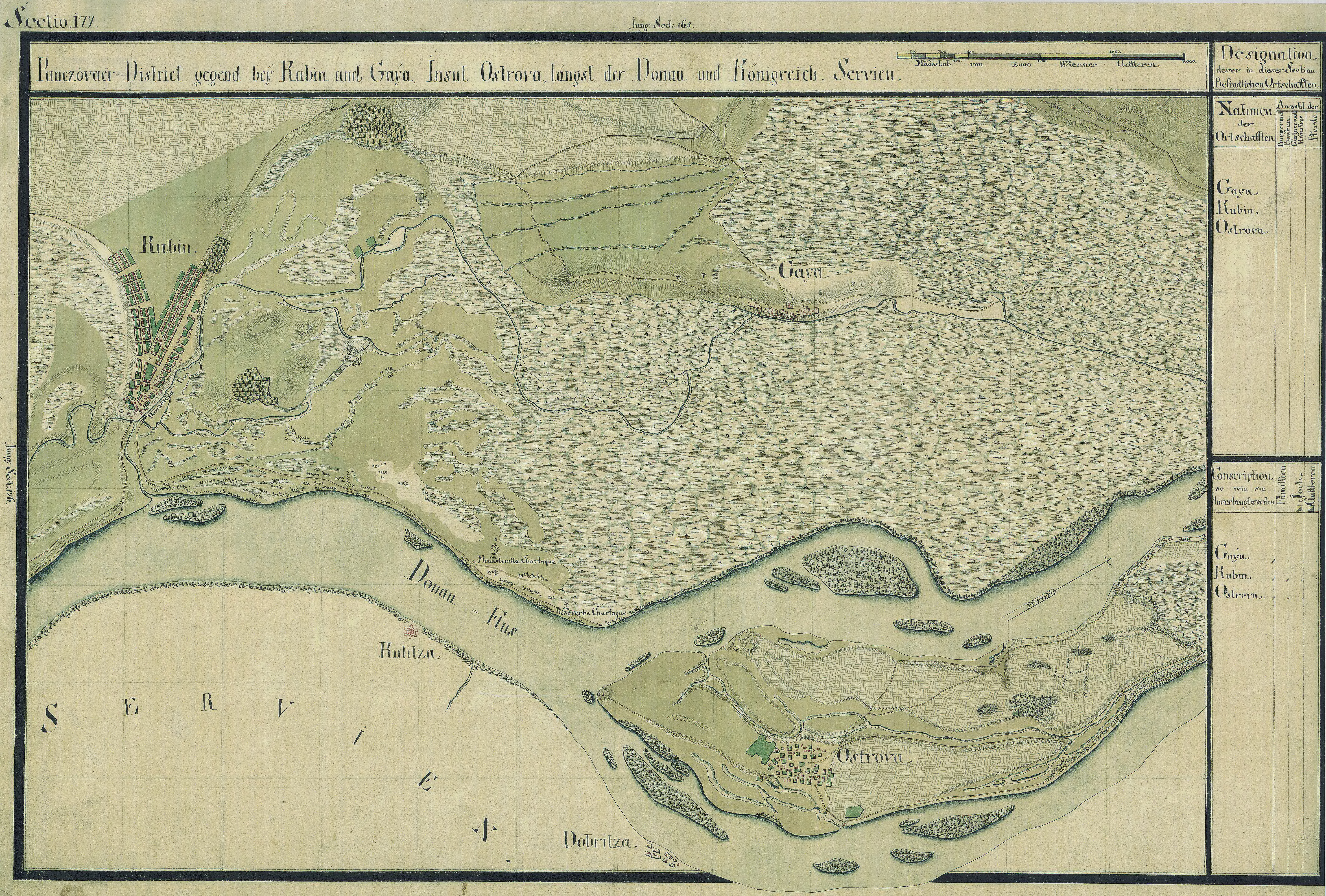
Gálya környéke 1769-72 között

1765-1768. között a Duna-völgyi katonai határőrvidék szervezésekor a német rokkant katonákból álló határőrezred számára jelölték ki letelepedési helyül, 1873-ban pedig Temes vármegyéhez csatolták.
A régi falu a dunai ártér közepén feküdt, a mai Staro Selo nevű dűlő helyén, ahol a kolostor ma is fennáll.
A község 1765-1768. között telepedett jelenlegi helyére.
A 20. század elején Temes vármegye Kevevárai járásához tartozott.
1910-ben  2322 lakosából 139 fő magyar, 52 fő német, 261 fő román, 2 fő horvát, 1715 fő szerb, 156 fő egyéb (legnagyobbrészt cigány) anyanyelvű volt. Ebből 170 fő római katolikus, 11 fő református, 13 fő ág. hitv. evangélikus, 2131 fő görögkeleti ortodox vallású volt. A lakosok közül 1116 fő tudott írni és olvasni, 259 lakos tudott magyarul.
A település Dolčinac nevű dűlőjében egy fakereszttel megjelölt forrás van. A forrás vizének a nép gyógyító erőt tulajdonít.
A régi faluhelyen álló templomról a néphagyomány azt tartja, hogy ha valamely beteg ott meghál, az felgyógyul; ezért azután messze vidékről is fel szokták keresni a betegek.

## Gályai magyarok
Habár szerb többségű falu, Gálya magyarlakta településnek is számít. Gályán a magyarok szórványban élnek. Nikola F. Pavković szerb helytörténész a 2009-ben megjelent "Bánáti falu, társadalmi és kulturális változások - Gálya és Dunadombó" (Banatsko selo, društvene i kulturne promene - Gaj i Dubovac) c. tanulmánykötetében azt állítja, hogy a magyarság Bánátban való letelepdésére legfontosabb volt a 19. század. Pavković a következő gályai magyar családokat tartja számon:
- Antal, 1 háztartás, 1960. körül telepedett át Székelykevéről.
- Bakos, 7 háztartás, Bácskából származik, az első világháború előtt telepedett át. Pavković különösen kiemeli Bakos Károlyt, aki szerb felesége révén áttért az ortodox hitre, buzgó hívő, valamint a fiát (nevét nem említi), aki a falubeli egyházi tanács tagja.
- Varnyú, 1 háztartás, a család egyik sarja átköltözött Kevevárára.
- Jónás, 1 háztartás, 1918. táján telepedett át Apatinból.
- Lajkó, 2 háztartás, Bácskából származik, egyik sarja átköltözött Kostolacra.
- Nagy, 1 háztartás, ismeretlen a származása.
- Rideg, 2 háztartás, a család egyik sarja átköltözött Kostolacra.
- Szőke, 3 háztartás, ismeretlen a származása.
- Tandi, 4 háztartás, ismeretlen a származása.
- Czeglédi, 2 háztartás, ismeretlen a származása.

Ezek mellett említés esik még három, Gályáról elköltözött magyar családról: Ábrahám, Gajdás és Sági.
Bevallása szerint, a gályai magyar családokról szóló adatokat Pavković 2004. augusztus 2-án a falubeli Jónás Gézától (született 1927-ben, befejezett 6 éves elemi iskolát) és feleségétől (nevét nem említi) gyűjtötte össze.

## Népesség

### Demográfiai változások
| 1948 | 1953 | 1961 | 1971 | 1981 | 1991 | 2002 | 2011 |
| ---- | ---- | ---- | ---- | ---- | ---- | ---- | ---- |
| 3139 | 3275 | 3532 | 3701 | 3661 | 3432 | 3302 | 2929 |